# Bill McKechnie
William Boyd McKechnie (Wilkinsburg, 7 agosto 1886 – Bradenton, 29 ottobre 1965) è stato un giocatore di baseball e allenatore di baseball statunitense che ha giocato nel ruolo di terza base nella Major League Baseball (MLB). È stato introdotto nella National Baseball Hall of Fame nel 1962 per i suoi meriti come allenatore

## Carriera
McKechnie debuttò nella MLB nel 1907 con i Pittsburgh Pirates, disputando tre partite, prima di fare ritorno nel 1910 con un ruolo maggiore. Oltre che per i Pirates (1907, 1910–12, 1918, 1920), giocò anche per i Boston Braves (1913), i New York Yankees (1913), gli Indianapolis Hoosiers/Newark Peppers (1914–15), i New York Giants (1916) e i Cincinnati Reds (1916–17). La sua miglior stagione fu nel 1914 con gli Hoosiers della Federal League, dove segnò 107 punti, batté con .304 ed ebbe 47 basi rubate.
Dopo il ritiro come giocatore, McKechnie allenò i Pirates dal 1922 al 1926, i St. Louis Cardinals nel 1928 e 1929, i Boston Braves dal 1930 al 1937 e i Cincinnati Reds dal 1938 al 1946. Totalizzò 1.896 vittorie e 1.723 sconfitte, per una percentuale di 52,4. Le sue squadra conquistarono per quattro volte il pennant della National League (1925, 1928, 1939 e 1940) e per due volte le World Series (1925 e 1940). È l'unico manager ad avere vinto il pennant della National League con tre diverse formazioni (Pittsburgh, St. Louis e Cincinnati).

## Palmarès
- World Series: 3

Pittsburgh Pirates: 1925
Cincinnati Reds: 1940
Cleveland Indians: 1948 (come assistente allenatore)